# Пьедрас-Неграс (аэропорт)
Международный аэропорт Пьедрас-Неграс (исп. Aeropuerto Internacional de Piedras Negras) — международный аэропорт, расположенный вблизи города Пьедрас-Неграс, штат Коауила, Мексика, недалеко от границы с США.

## Терминал
В аэропорту есть один терминал с одним залом, а также VIP-зал авиакомпании Aeromar, открытый для всех пассажиров авиакомпании.

## Пассажиропоток
В 2019 году пассажиропоток составил 24 170 пассажиров, а в 2020 году — 9 481 человек.